# (24219) Chrisodom
(24219) Chrisodom est un astéroïde de la ceinture principale d'astéroïdes.

## Description
(24219) Chrisodom est un astéroïde de la ceinture principale d'astéroïdes. Il fut découvert le 7 décembre 1999 à Socorro (Nouveau-Mexique) par le projet LINEAR. Il présente une orbite caractérisée par un demi-grand axe de 2,21 UA, une excentricité de 0,18 et une inclinaison de 1,9° par rapport à l'écliptique.

## Compléments